# Хадсель

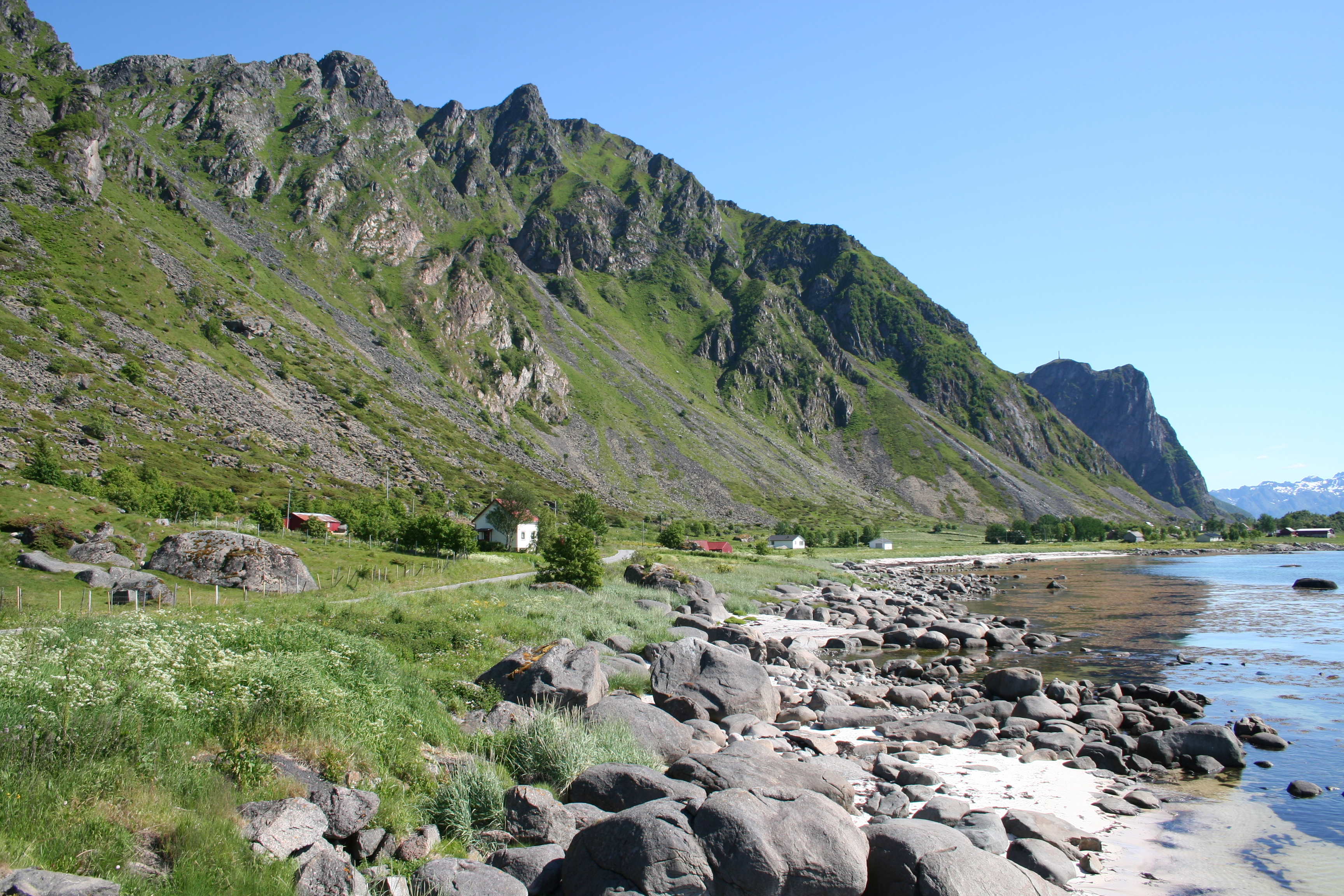
Таен, Хадселёй

Хадсель — коммуна в фюльке Нурланн в Норвегии. Является частью региона Вестеролен. Административный центр коммуны — деревня Стокмаркнес, так же на острове Хадселёя находится деревня Мельбу. Хадсель был официально признан коммуной 1 января 1838 года. Коммуна Сортланн была отделена от Хадселя в 1841 году.
Коммуна является самой южной коммуной исторического региона Вестеролен. Территория коммуны простирается на 4 острова: Хадселёя, Хиннёя, Лангёя и Ауствогёя. Около 70 % населения коммуны проживает на острове Хадселёй. Остров Хадселёй соединён с островом Лангёй мостом Хадсель. Поблизости находится Аэропорт Стокмаркнеса, расположенный в Скагене. Он является наиболее загруженным малым аэропортом в Норвегии, обслуживающим около 100 тыс. пассажиров в год (1997).

## Общая информация

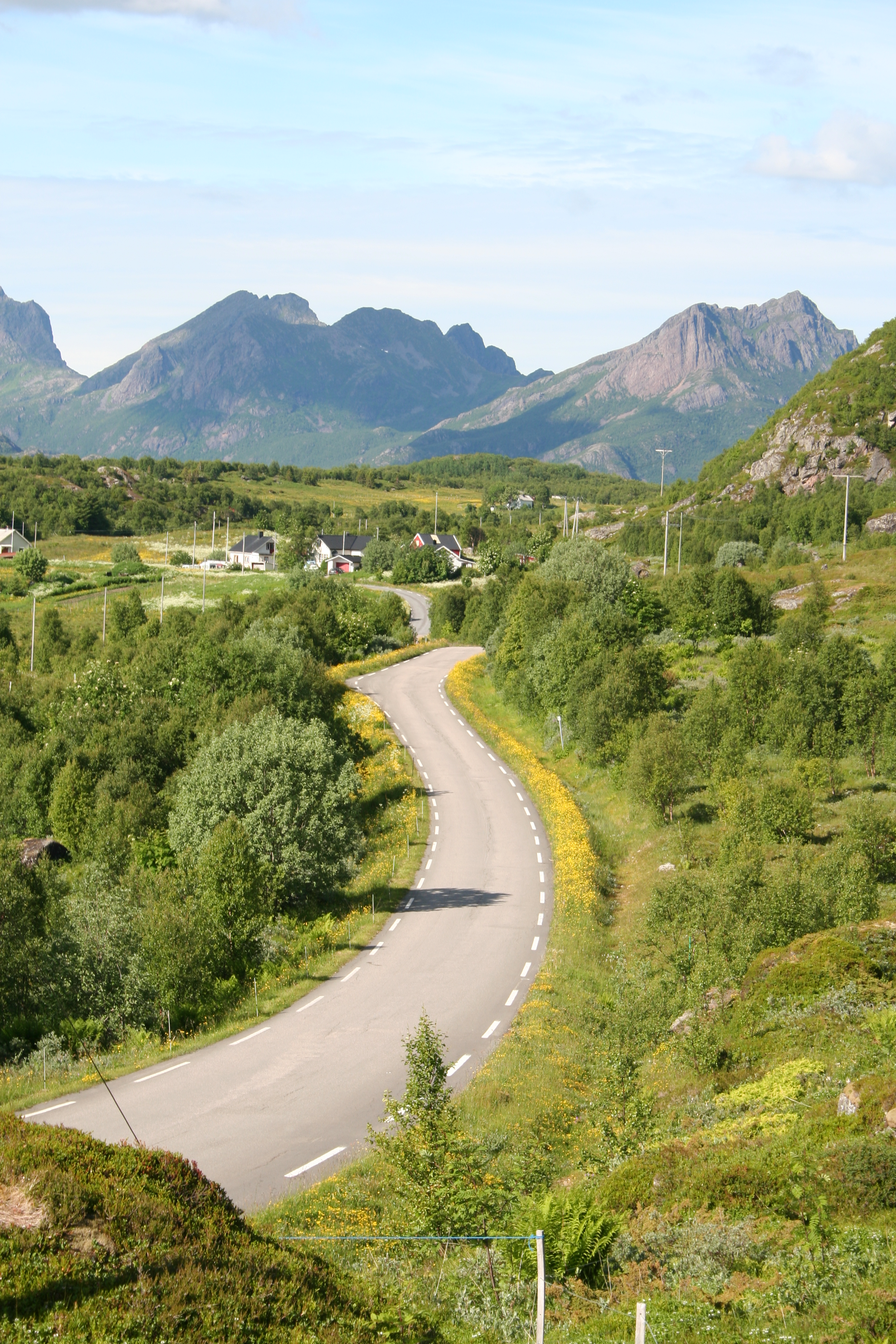
Дорога 885 в Хадселе

### Название
Коммуна (первоначально приход) была названа в честь старой фермы Hadsel (старонорвежский: Höfðasegl), поскольку там была построена первая церковь. Первая часть названия — родительный падеж слова höfði, которое означает высокие или крутые скалы, окончание — слово segl, означающее парус. (Скала рядом с фермой имеет форму паруса).

### Герб
У коммуны современный герб. Он был принят 11 марта 1976 года. На гербе изображены 4 золотых кольца, которые символизируют 4 острова на которых расположен Хадсель: Хадселёя, Хиннёя, Лангёя и Ауствогёя.